# Aeroportul Kuria
Aeroportul Kuria (IATA: KUC, ICAO: NGKT) este un aeroport din Kiribati.
Situat la o altitudine de 2 m, aeroportul dispune de o singură pistă.